# Punk Goes...
Punk Goes... es una serie de álbumes recopilatorios creada por Fearless Records en la cual varias bandas punk rock tocan versiones de canciones de otros géneros y periodos. Las excepciones de esto son Punk Goes Acoustic y Punk Goes Acoustic 2 cuyas bandas graban versiones acústicas de sus propias canciones. 

## Álbumes
| Año  | Título                                                            | Posiciones comerciales | Posiciones comerciales | Posiciones comerciales |
| Año  | Título                                                            | U.S.                   | U.S. Comp              | UK                     |
| ---- | ----------------------------------------------------------------- | ---------------------- | ---------------------- | ---------------------- |
| 2000 | Punk Goes Metal - Puesto a la venta el 1 de agosto de 2000        | —                      | —                      | —                      |
| 2001 | Punk Goes Pop - Puesto a la venta el 3 de abril de 2002           | —                      | —                      | —                      |
| 2003 | Punk Goes Acoustic - Puesto a la venta el 21 de octubre de 2003   | —                      | —                      | —                      |
| 2005 | Punk Goes 80's - Puesto a la venta el 7 de junio de 2005          | —                      | 18                     | —                      |
| 2006 | Punk Goes 90's - Puesto a la venta el 9 de mayo de 2006           | 186                    | 10                     | —                      |
| 2007 | Punk Goes Acoustic 2 - Puesto a la venta el 8 de mayo de 2007     | 125                    | 5                      | —                      |
| 2008 | Punk Goes Crunk - Puesto a la venta el 8 de abril de 2008         | 86                     | 7                      | —                      |
| 2009 | Punk Goes Pop 2 - Puesto a la venta el 10 de marzo de 2009        | 15                     | —                      | —                      |
| 2010 | Punk Goes Classic Rock - Puesto a la venta el 26 de abril de 2010 | TBA                    | TBA                    | TBA                    |
| 2010 | Punk Goes Pop 3 - Puesto a la venta el 2 de noviembre de 2010     | 26                     | —                      |                        |
| 2011 | Punk Goes X - Puesto a la venta el 25 de enero de 2011            | —                      | —                      |                        |
| 2011 | Punk Goes Pop 4 - Puesto a la venta el 21 de noviembre de 2011    | 92                     | —                      |                        |
| 2012 | Punk Goes Pop 5 - Puesto a la venta el 6 de noviembre de 2012     | 16                     | —                      |                        |
| 2013 | Punk Goes Christmas - Puesto a la venta el 5 de noviembre de 2013 | —                      | —                      |                        |
| 2014 | Punk Goes 90's 2 - Lanzado a la venta el 1 de abril de 2014       | —                      | —                      |                        |
| 2014 | Punk Goes Pop 6 - Lanzado a la venta el 17 de noviembre de 2014   | —                      | —                      |                        |
| 2017 | Punk Goes Pop 7 - Lanzado a la venta el 14 de julio de 2017       | —                      | —                      |                        |